# Onychophora
Os onicóforos (Onychophora, do grego: onyx, garra + pherein, possuir), comumente conhecidos como vermes aveludados (devido à sua textura parecida com veludo e à sua aparência vermiforme) é um filo de animais segmentados, bilaterais, vermiformes terrestres. Devido às muitas papilas na superfície do corpo, esses animais costumam ser denominados também de minhocas-com-pernas, lagartas ou lesmas, no entanto, todas terminologias falsas, pois pertencem a um filo distinto. Foram descritos, pela primeira vez, pelo reverendo Lansdown Guilding, em 1826, como uma espécie de lesma (molusco). Atualmente, estes organismos fazem parte do grupo proposto Panarthropoda (panartrópodes), do clado Ecdysozoa (ecdizoários), devido principalmente as características mitogenéticas e neuroanatômicas distintas compartilhadas pelos seus membros. Os panartrópodes incluem, além dos onicóforos, os tardígrados (Tardigrada) e os artrópodes (Arthropoda).
Esses animais possuem uma pequena cefalização com três pares de apêndices na cabeça, que são as antenas, as mandíbulas e as papilas orais. O celoma desse filo foi reduzido a uma cavidade hemocélica, e eles possuem uma cutícula de quitina, que é fina, flexível e não calcificada. Além disso, essa cutícula sofre mudas periódicas.
Com exceção dos representantes fósseis, que eram marinhos, as espécies atuais conhecidas são estritamente terrestres, sendo, assim, sempre referenciado como o único filo animal com espécies exclusivamente terrestres. A distribuição destes organismos é restrita às zonas equatoriais e tropicais (família Peripatidae, peripatídeos) e às zonas temperadas do hemisfério sul (família Peripatopsidae, peripatopsídeos). Os onicóforos possuem o corpo recoberto por inúmeras cutículas, que por sua vez são cobertas por minúsculas escamas. Embora sejam segmentados, a estrutura do corpo não apresenta sinais externos das divisões. A tagmose é fraca.
Os onicóforos são interessantes por auxiliarem na compreensão da evolução dos artrópodes, nos estudos de biologia da conservação e de biogeografia.

## Circulação e trocas gasosas
A circulação dos onicóforos ocorre através de canais hemais subepidérmicos. Eles não possuem pigmentos respiratórios e seu sistema circulatório é aberto. Além disso, as trocas gasosas ocorrem por meio de traqueias, que foram derivadas independentemente nesse filo, isto é, que não são homólogas a de insetos, aracnídeos ou isópodes terrestres.

## Excreção e osmorregulação
Os onicóforos possuem um par de metanefrídeos modificados por segmentos e suas pernas possuem vesículas eversíveis que servem para a tomada de umidade.

## Sistema nervoso e órgãos dos sentidos
Os onicóforos possuem um pequeno olho na base de cada antena, sensilas pelo corpo. Além disso, seu sistema nervoso é composto por um “cérebro” suprafaríngeo, cordões nervosos ventrais e gânglios em cada segmento e possuem estrutura de “escada de corda”

## Reprodução e desenvolvimento
São dioicos (indivíduos com sexo diferente) e com dimorfismo sexual percebido pelo tamanho, pois as fêmeas são notavelmente maiores. A reprodução ocorre por impregnação hipodérmica, quando os machos depositam o espermatóforo e a presença deste irá estimular os amebócitos especiais do sangue da fêmea a decompor o tegumento abaixo do espermatóforo, então os espermatozoides passarão da superfície do corpo da fêmea para dentro de seu fluido hemocelomático, através do qual acabam alcançando os ovários, onde ocorre a fertilização. Algumas espécies põem ovos (ovíparas), porém a maioria das espécies dá luz a crias vivas (vivíparas). Algumas são ovovivíparas; a fêmea produz ovos, mas estes eclodem antes da fêmea dar a luz. O caso mais comum, como já mencionado, viviparidade, os órgãos reprodutivos das fêmeas funcionam de forma equivalente a uma placenta, alimentando os embriões dentro do corpo materno.

## Ecologia
Os onicóforos são encontrados em ambientes de clima tropical úmido na América Tropical, África Equatorial e no Sudeste Asiático, porém há espécies australianas e sul-americanas encontradas em clima temperado.
Possuem hábitos noturnos e vivem em ambientes úmidos e protegidos da luz. Já foram registrados em cavernas, em baixo de pedras, entre folhas de bromélias e, muitas vezes, em troncos em decomposição junto a cupins, que são uma de suas presas, e no interstícios do solo.
São predadores, se alimentando de grilos, cupins, besouros e outros pequenos invertebrados, não muito maiores que eles, prendendo-os ao substrato com a secreção expelida de suas glândulas de muco que são consideradas nefrídios modificados; estas se abrem na extremidade das duas papilas orais, que se localizam em posição adjacente às mandíbulas. Essas papilas se assemelham a "pistolas" que disparam um líquido adesivo que paralisa suas presas. Esguicham a secreção proteica (a secreção adesiva) a uma distância entre 30 a 40 centímetros de distância, que ao contato com o ar se coagula e imobiliza a presa. Isso permite que o onicóforo se aproxime da presa, roa a parede corporal e injete nela enzimas digestivas. Estas produzirão uma pasta semi-digerida, resultante da degradação enzimática externa, que facilitará ao onicóforo absorver partes de sua presa, e é um método de alimentação parecido com o dos aracnídeos.

## Taxonomia
São conhecidas cerca de 177 espécies atuais de onicóforos, agrupadas em 2 famílias e 49 gêneros, além de 3 espécies extintas. Inúmeras espécies ainda não foram formalmente descritas.
- Classe Onychophorida
  - Ordem Euonychophora
    - Família Peripatidae
    - Família Peripatopsidae

  - Ordem Ontonychophora (Incertae Seadis)